# Глиптотерии
Глиптоте́рии (лат. Glyptotherium) — род вымерших крупных травоядных броненосцев, обитавших в плиоцене — плейстоцене (5,3—0,012 млн лет назад) от Северной до Южной Америки. Достигали длины 1,8 м и массы — до тонны. Как и современные броненосцы, обладали толстым панцирем, сходным с черепашьим, но образованным из сотен небольших шестигранных чешуек.

## Распространение
Глиптотерии жили в тропических и субтропических лесах на территории современных Венесуэлы, Центральной Америки, Мексики и южных штатов США (Оклахома, Флорида, Нью-Мексико, Техас, Аризона, Южная Каролина, Луизиана). При раскопках в местонахождении Тайма-Тайма на северо-западе Венесуэлы найдены свидетельства охоты первобытных людей на глиптотериев, датированные около 15 тыс. лет назад. Из 6 найденных ископаемых черепов глиптотериев, на 4 обнаружены следы переломов от ударов дубины первобытного человека.

## Классификация
По данным сайта Paleobiology Database, на октябрь 2019 года в род включают 2 вида:
- Glyptotherium texanum Osborn, 1903typus [syn. Glyptodon fredericensis  Meade, 1953, Glyptotherium arizonae Gidley, 1926 , Xenoglyptodon fredericensis  Meade, 1953]
- Glyptotherium cylindricum (Brown, 1912) [syn. Boreostracon floridanus  Simpson, 1929 Brachyostracon cylindricus Brown, 1912]